# マヌエル・マティアス
マヌエル・マティアス（Manuel Fernando Gonilho Matias、1962年3月30日-）は、ポルトガルのマラソン選手、1996年アトランタオリンピック同国男子マラソン代表。勝負強さに定評がある。170cm、61kg。

## 来歴
スペイン国境に近いベージャに生まれ、父と大工をしていた。元はトラック競技の長距離走選手だったが、1988年にマラソンに転向。ポルトガルマラソンクラブに所属し、リスボンに自宅を構えた。転向後すぐの1988年5月パリマラソンで優勝し、カルロス・ロペスの再来と言われた。1989年は、ロンドンマラソンで自身初の2時間10分を切る2時間9分43秒で4位となる。同年12月の福岡国際マラソンでは、エチオピアのアベベ・メコネン、ソ連のラビル・カシャポフとの三つ巴の争いとなった。36kmの給水でマティアスとカシャポフが抜け出し、ゴール手前1,100mでカシャポフが右腹をおさえながらもスパートし、マティアスに20m差を付けて競技場に入った。そして残り100mでマティアスが猛然とスパート、ゴール手前20mで並びカシャポフをかわして優勝した。カシャポフはうっかり気を抜いたと述べ、マティアスは残り2kmで勝てる気があったと述べた。1990年はパリマラソンで3位。福岡国際マラソンでは、33kmすぎに左足付け根を痛め6位、1991年の福岡国際マラソンは13位だった。しかし1994年3月のソウル国際マラソンで金完基を1秒差で振り切って優勝、復活を果たした。同年12月の福岡国際マラソンでは、ジュマ・イカンガーの一番弟子と言われたタンザニアのボアイ・アコナイに5秒差2位。タイムは2時間9分50秒で、「最後は足が動かなかった。だが、2時間10分を切ったことは良い」と述べた。その後は、1996年のアトランタオリンピックのポルトガル代表となったが、2時間20分58秒の46位、1999年の東京国際マラソンでも2時間18分19秒の14位と精彩を欠いた。

## 主な成績
- 1988年 - パリマラソン（2時間13分53秒、優勝）
- 1989年 - ロンドンマラソン（2時間9分43秒、4位）
- 1989年 - 福岡国際マラソン（2時間12分54秒、優勝）
- 1990年 - 福岡国際マラソン（2時間14分55秒、6位）
- 1991年 - 福岡国際マラソン（2時間14分17秒、13位）
- 1994年 - 福岡国際マラソン（2時間9分50秒、2位）
- 1996年 - アトランタ五輪（2時間20分58秒、46位）
- 1999年 - 東京国際マラソン（2時間18分19秒、14位）